# 신에고타역
신에고타역(일본어: 新江古田駅, しんえごたえき)은 일본 도쿄도 나카노구에 있는 철도역이다. 역 번호는 E 34이다. 이 역은 나카노 구와 네리마구의 경계상에 소재한다.

## 타는 곳
섬식 승강장 1면 2선 지하역.
| 1 | ○ 도영 지하철 오에도 선 | 도초마에・롯폰기・다이몬 (이다바시・료고쿠 방면은 도초마에역에서 환승) |
| 2 | ○ 도영 지하철 오에도 선 | 네리마・히카리가오카 방면                                              |

## 이용 현황
- 2008년도의 1일 평균 승차 인원 23,059명.

## 역 주변
- 니혼 대학 예술학부
- 무사시 대학
- 무사시 중고등학교
- 세이부 철도 에코다 역(도보 10분)

## 역사
- 1997년 12월 19일: 영업 개시.
- 2000년 4월 20일: 도영 12호선을 오에도 선으로 노선명 개칭.

## 기타
이 역은 네리마구 에고타(江古田)에 소재 하는 역이지만, 옆의 도시마 구에도 같은 한자를 사용하는 에코다(江古田) 라고 하는 지명이 있다. 도시마구 에코다에는 에코다 역이 이미 있었기 때문, 이 역은 「신(新)」을 붙여서 구별하고 있다.

## 인접역
| 도쿄 도 교통국 오에도 선                  | 도쿄 도 교통국 오에도 선 | 도쿄 도 교통국 오에도 선      |
| ----------------------------------------- | ------------------------ | ----------------------------- |
| E 33 오치아이미나미나가사키 도초마에 방면 | 오에도 선                | E 35 네리마 히카리가오카 방면 |